# Gmina Waterford (hrabstwo Clay)

Położenie Gminy Waterford w hrabstwie Clay

Gmina Waterford (ang. Waterford Township) – gmina w USA, w stanie Iowa, w hrabstwie Clay. Według danych z 2000 roku gmina miała 209 mieszkańców, a jej powierzchnia wynosi 92,11 km².